# Kampli
Kampli är en ort i Indien.   Den ligger i distriktet Bellary och delstaten Karnataka, i den södra delen av landet, 1 500 km söder om huvudstaden New Delhi. Kampli ligger 404 meter över havet och antalet invånare är 36 641.
Terrängen runt Kampli är platt. Runt Kampli är det tätbefolkat, med 476 invånare per kvadratkilometer. Närmaste större samhälle är Gangawati, 8,1 km väster om Kampli. Trakten runt Kampli består till största delen av jordbruksmark.